# Cryptocephalus vittatus
Cryptocephalus vittatus је врста тврдокрилца из породице буба листара (Chrysomelidae).

## Распрострањење
Овај инсект живи у средишњем појасу Европе. Према југу и северу је све ређи, а потом и потпуно одсутан. У Србији премало налаза онемогућава закључак у којим областима живи.

## Опис
Ово је здепаста буба, дуга 3,2-4,5 mm. Антене су при корену смеђецрвене, а све тамније према врховима. Пронотум је црн и сјајан, скутелум црн. Покрилца су жута са карактеристичним црним пругама. На њима су уочљиви редови црних тачкица.

## Биологија
Овај инсект више воли сува станишта, а одрасли се могу наћи од маја до августа, понекад и септембра.